# Wyeomyia galvaoi
Wyeomyia galvaoi är en tvåvingeart som beskrevs av Correa och Ramalho 1956. Wyeomyia galvaoi ingår i släktet Wyeomyia och familjen stickmyggor. Inga underarter finns listade i Catalogue of Life.